# ویوبلو (میزوری)
ویوبلو (به انگلیسی: Weaubleau) یک شهر در ایالات متحده آمریکا است که در شهرستان هیکوری، میزوری واقع شده‌است. ویوبلو ۲٫۲۸ کیلومتر مربع مساحت و ۴۱۸ نفر جمعیت دارد و ۲۹۸ متر بالاتر از سطح دریا قرار دارد.